# Zygmunt Wierzbowski (zm. 1654)
Zygmunt Wierzbowski herbu Jastrzębiec (zm. w 1654 roku) – chorąży większy łęczycki w latach 1652–1654, starosta szadkowski w 1648 roku, pokojowiec królewski.
Poseł na sejm 1649/1650 roku z sejmiku łęczyckiego województwa łęczyckiego.